# Туманка
 Туманка  — деревня в Шарангском районе Нижегородской области в составе  Черномужского сельсовета .

## География
Расположена на расстоянии менее 2 км на запад от районного центра посёлка Шаранга.

## История
Известна с 1873 года как починок Туманской, где было дворов 6 и жителей 77, в 1905 40 и 259, в 1926 (деревня Туманка или Тумановский) 55 и 323, в 1950 (Туманка) 66 и 298.

## Население
Постоянное население составляло 211 человек (русские 88%) в 2002 году, 213 в 2010.